# Gare de Pékin-Sud
La gare de Pékin-Sud, ou Beijingnan (chinois : 北京南站 ; pinyin : Běijīngnán Zhàn), est une gare ferroviaire chinoise. C'est l'une des trois grandes gares de la capitale chinoise avec la gare de Pékin et la gare de Pékin-Ouest.
Mise en service en 1897, la gare reconstruite est inaugurée en 2008 en vue des Jeux olympiques d'été.

## Situation ferroviaire
Établie à 44 mètres d'altitude, la gare de Pékin-Sud est notamment l'origine des lignes à grande vitesse Pékin - Tianjin et Pékin - Shanghai. La gare n'accueille que des trains à grande vitesse.

## Histoire
La gare est nommée « Majiapu » lorsqu'elle est mise en service en 1897, avant d'être renommée « Yongdingmen ». Rénovée en 1958, elle prend de l'importance à partir du début des années 1970. Au début de l'année 2006 elle est desservie par 22 voies où circulent des trains lents et de courtes distances.
Elle est fermée le 9 mais 2006 pour l'ouverture du chantier de rénovation et reconstruction en une gare multimodale ouverte au service des trains à grandes vitesses.
Peu après l'ouverture de la nouvelle gare, la station terminus de la nouvelle ligne 4 du métro de Pékin est mise en service.

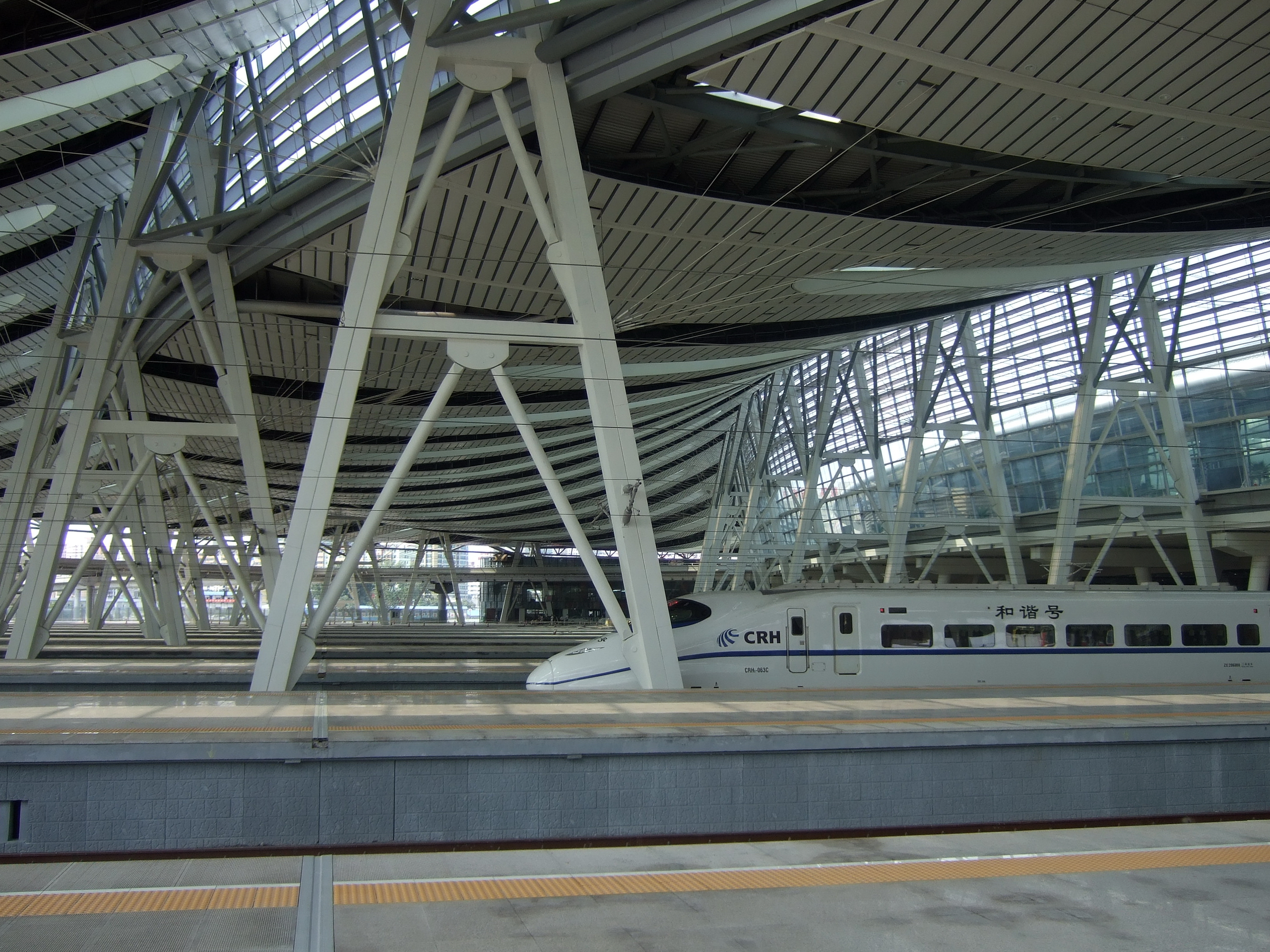
Quais. 2008
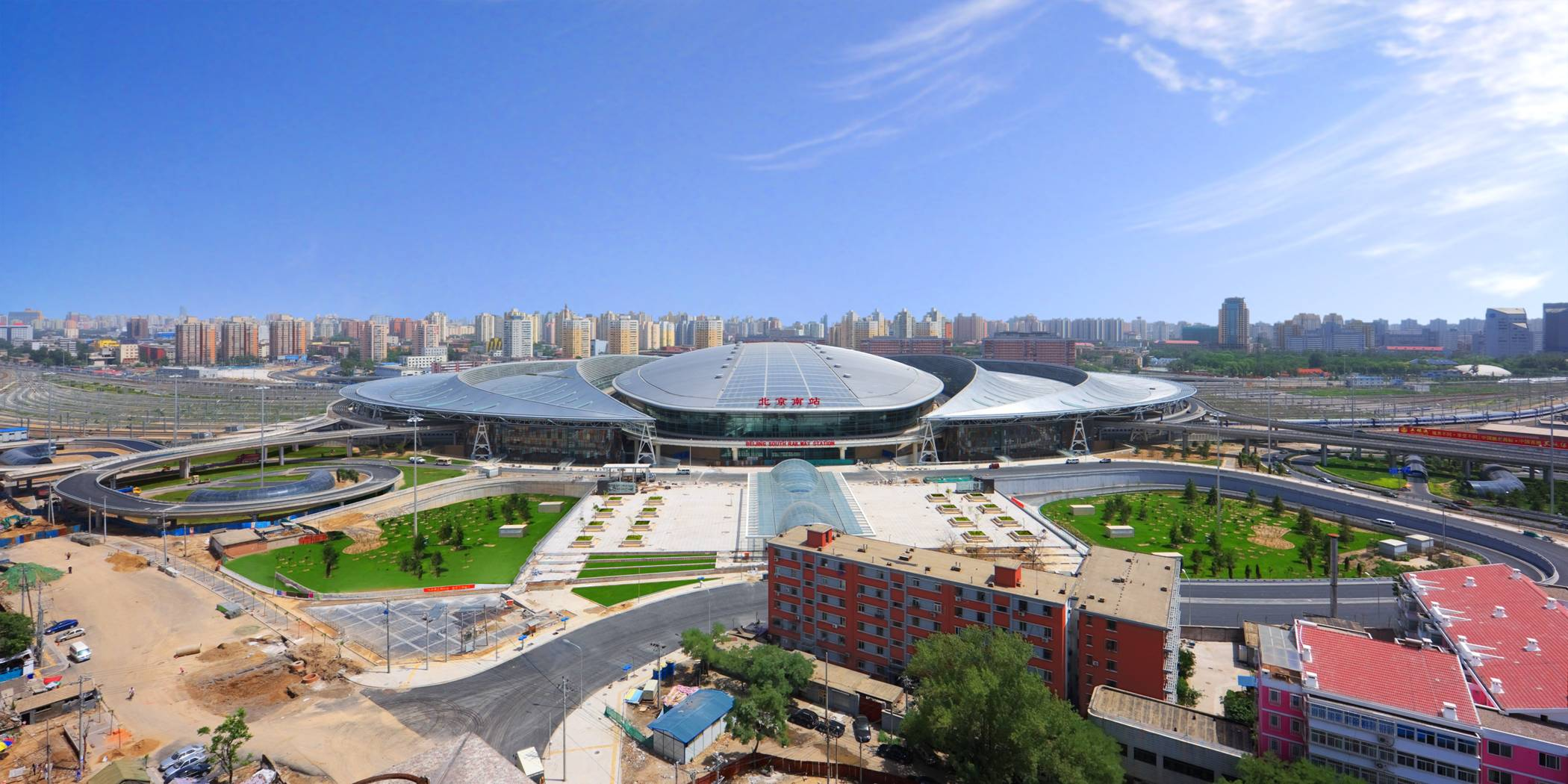
Vue aérienne en 2010
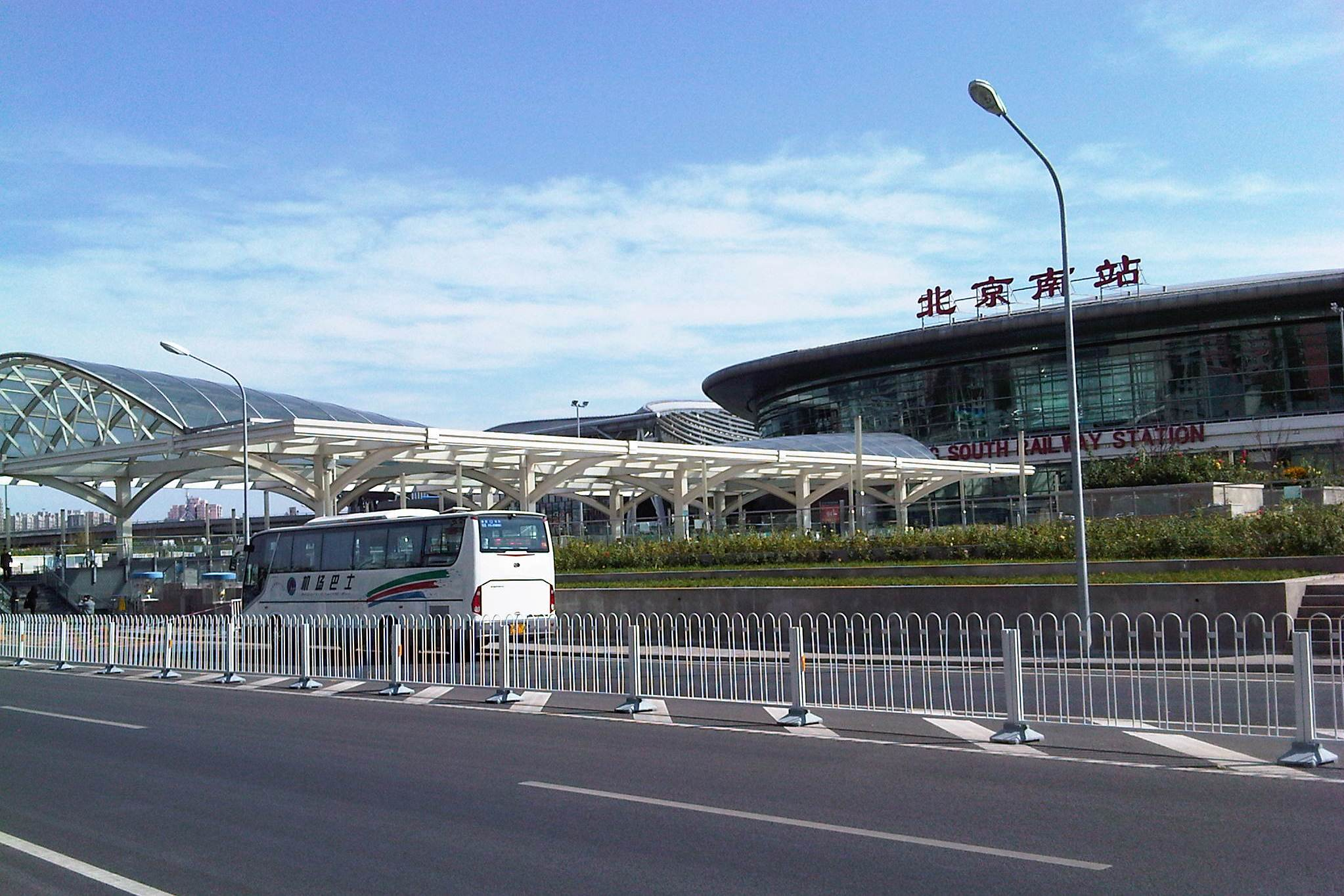
Accès. 2011
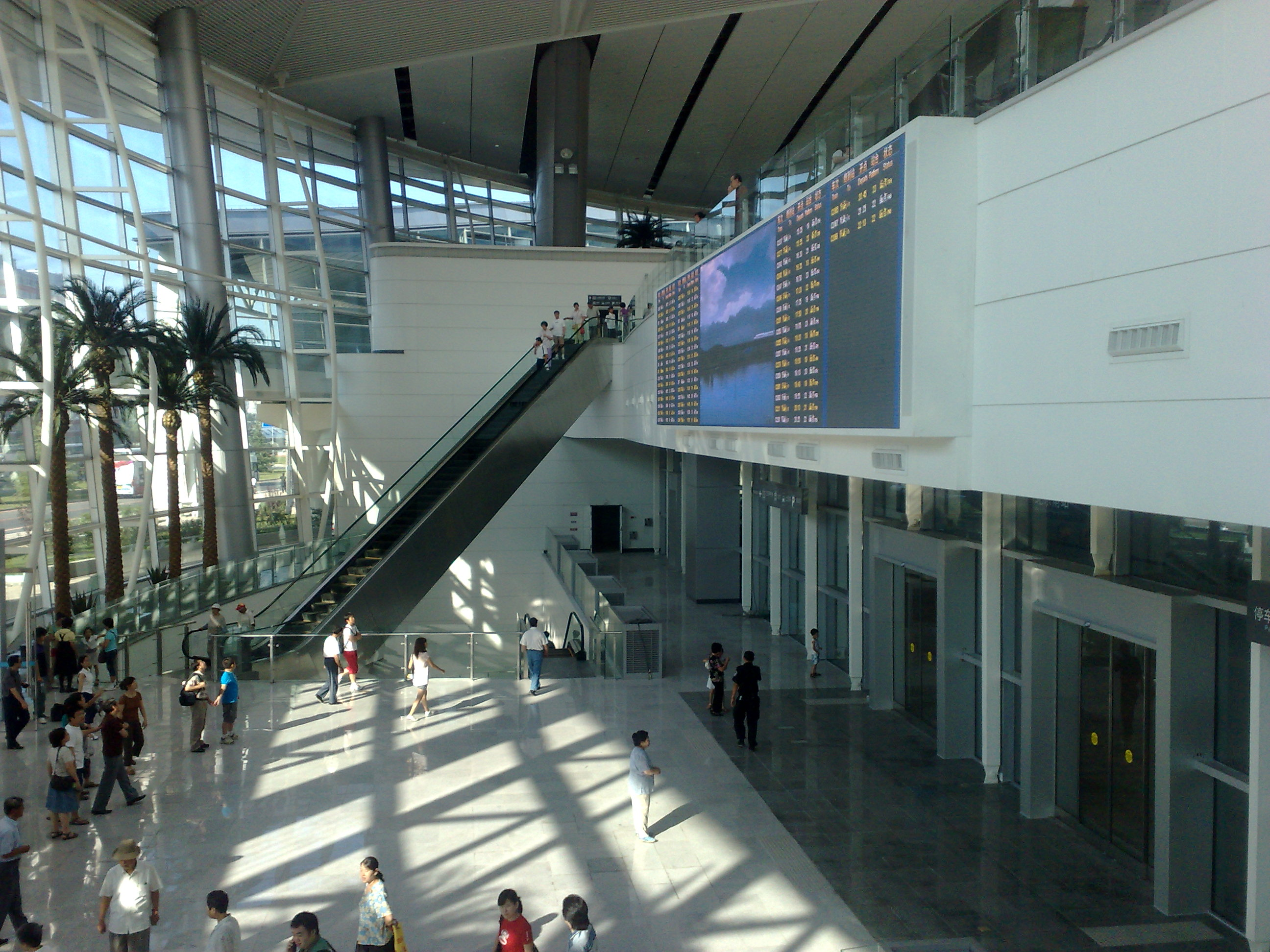
Panneau des trains
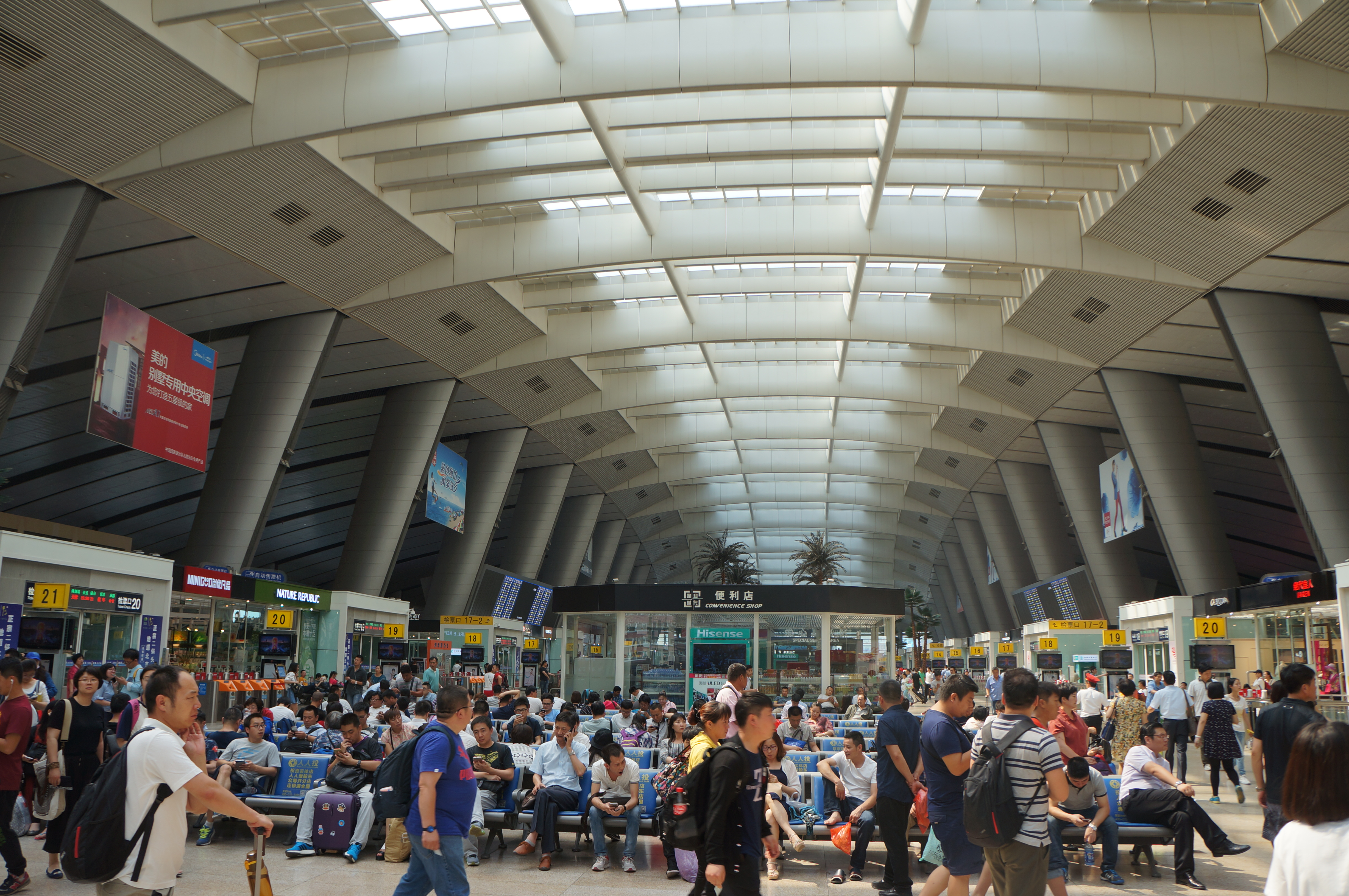
Salle d'attente. 2016

## Service des voyageurs

### Intermodalité
Elle dispose en sous-sol d'une station de la ligne 4 du Métro de Pékin. Elle est desservie par de nombreux bus, notamment ceux des lignes 20, 84, 102, 106, 203, 381, 458 et 485.